# Canton de Toulouse-5
Le canton de Toulouse-5 est une circonscription électorale française de l'arrondissement de Toulouse, situé dans le département de la Haute-Garonne et la région Occitanie.

## Histoire
Le canton de Toulouse-5 a été créé par décret du 16 août 1973 lors du remplacement des cantons de Toulouse-Centre, Toulouse-Nord, Toulouse-Ouest et Toulouse-Sud.
À la suite du redécoupage cantonal de 2014 de la Haute-Garonne, défini par le décret du 13 février 2014, le canton est remanié.

## Représentation

### Représentation de 1973 à 2015
| Période | Période | Identité         | Étiquette | Qualité                                        |
| ------- | ------- | ---------------- | --------- | ---------------------------------------------- |
| ?       | 1973    | ?                | ?         | ?                                              |
| 1973    | 1976    | Jacques Pous     | PS        | Interne des hôpitaux                           |
| 1976    | 2001    | Pierre Garrigues | PS        | Surveillant de travaux                         |
| 2008    | 2015    | Patrick Pignard  | PS        | Chargé développement économique et territorial |

### Représentation à partir de 2015
| Période élective | Période élective | Mandat | Mandat   | Identité           | Nuance | Nuance | Qualité                             |
| ---------------- | ---------------- | ------ | -------- | ------------------ | ------ | ------ | ----------------------------------- |
| 2015             | 2021             | 2015   | 2021     | Patrick Pignard    |        | PS     | Retraité                            |
| 2015             | 2021             | 2015   | 2021     | Paulette Salles    |        | PS     | Chef de service                     |
| 2021             | 2028             | 2021   | en cours | Mourad Fellah      |        | G·s    | Principal adjoint de collège        |
| 2021             | 2028             | 2021   | en cours | Anaïs Saint-Aubain |        | PCF    | Chargée de mission mobilité durable |

### Résultats détaillés

#### Élections de mars 2015
À l'issue du 1er tour des élections départementales de 2015, deux binômes sont en ballottage : Patrick Pignard et Paulette Salles (PS, 34,5 %) et Jean-Louis Chavoillon et Florence Lacroix (Union de la Droite, 27,47 %). Le taux de participation est de 44,11 % contre 52,11 % au niveau départemental et 50,17 % au niveau national.
Au second tour, Patrick Pignard et Paulette Salles (PS) sont élu.e.s avec 59,51 % des suffrages exprimés et un taux de participation de 42,52 %.

#### Élections de juin 2021
Le premier tour des élections départementales de 2021 est marqué par un très faible taux de participation (33,26 % au niveau national). Dans le canton de Toulouse-5, ce taux de participation est de 33,36 % (6 374 votants sur 19 105 inscrits) contre 36,67 % au niveau départemental. À l'issue de ce premier tour, deux binômes sont en ballottage : Mourad Fellah et Anaïs Saint-Aubain (Union à gauche, 33,94 %) et Méryl Srocynski et Julien Viguier (binôme écologiste, 28,1 %).
Le second tour des élections est marqué une nouvelle fois par une abstention massive équivalente au premier tour. Les taux de participation sont de 34,36 % au niveau national, 36,26 % dans le département et 33,11 % dans le canton de Toulouse-5. Mourad Fellah et Anaïs Saint-Aubain (Union à gauche) sont élu.e.s avec 54,82 % des suffrages exprimés,,. 

## Composition

### Composition de 1973 à 2015
Lors de sa création en 1973, le canton de Toulouse-V se composait de la portion de territoire de la ville de Toulouse déterminée par l'axe des voies ci-après : canal du Midi, rue de la Colombette, boulevard Carnot, rue des Trois-Journées, place Wilson, rue Lafayette, le côté nord de la place du Capitole (inclus), rue Romiguières, rue Pargaminières, place Saint-Pierre, la Garonne, boulevard Armand-Duportal, boulevard Lascrosses et avenue Honoré-Serres. En ce temps là, les quartiers de Toulouse inclus dans le canton étaient : Arnaud-Bernard, Bayard, Boulevards, Chalets, Concorde, Jean-Jaurès, Saint-Sernin. 

### Composition à partir de 2015
| Nom                              | Code Insee | Intercommunalité   | Superficie (km2) | Population (dernière pop. légale)                 | Densité (hab./km2) | Modifier                                    |
| -------------------------------- | ---------- | ------------------ | ---------------- | ------------------------------------------------- | ------------------ | ------------------------------------------- |
| Toulouse (bureau centralisateur) | 31555      | Toulouse Métropole | 118,30           | Fraction : 47 326 (2022) Commune : 511 684 (2022) | 4 325              | modifier les données · modifier les données |
| Canton de Toulouse-5             | 3119       |                    |                  | 47 326 (2022)                                     |                    | modifier les données                        |

Le nouveau canton de Toulouse-5 comprend la partie de la commune de Toulouse située au sud d'une ligne définie par l'axe des voies et limites suivantes : depuis la limite territoriale de la commune de Vieille-Toulouse, cours de la Garonne, pont Saint-Michel, boulevard du Maréchal-Juin, boulevard des Récollets, boulevard André-Delacourtie, avenue Paul-Crampel, rue du Sergent-Razat, rue du Midi, rue Léon-Bonnat, rue de Provence, avenue d'Italie, avenue du Lauragais, avenue Albert-Bedouce, canal du Midi, jusqu'à la limite territoriale de la commune de Ramonville-Saint-Agne.
Les quartiers de Toulouse inclus dans le canton sont :
- Ramier

- Empalot
- Saint-Agne
- Jules-Julien
- Saouzelong
- Rangueil
- Faculté de Phamacie
- Université Paul-Sabatier
- CHU de Rangueil
- Pech-David
- Pouvourville.

## Démographie

### Démographie avant 2015
| 1975 | 1982 | 1990   | 1999   | 2006   | 2011   | 2012   |
| ---- | ---- | ------ | ------ | ------ | ------ | ------ |
| -    | -    | 23 880 | 26 686 | 27 807 | 27 835 | 27 662 |

### Démographie depuis 2015
En 2022, le canton comptait 47 326 habitants, en évolution de +4,66 % par rapport à 2016 (Haute-Garonne : +8,02 %, France hors Mayotte : +2,11 %).
| 2013   | 2018   | 2022   |
| ------ | ------ | ------ |
| 45 457 | 45 702 | 47 326 |